# Крушевская республика
Крушевская республика (макед.  и болг. Крушевска република) — одна из первых республик на Балканах. Была образована во время Илинденского восстания и просуществовала 10 дней — с 3 по 13 августа 1903 года.

## История
В ходе восстания нападением 750 повстанцев под предводительством Николы Карева на казармы, почту и муниципалитет удалось выбить турецкие войска из города Крушево. В городе тут же было сформировано самоуправление и созван Совет Республики, состоящий из 60 членов — по 20 человек от каждой этно-религиозной общины в городе (македонские болгары-экзархисты; славяно-, албано- и арумыноязычные православные Константинопольского патриархата и арумыны). Руководителем Временного революционного правительства республики стал социал-демократ — тесняк Никола Карев, который отвергал национализм этнических меньшинств и поддерживал идею Балканской Федерации. В правительство вошло 6 человек (по 2 от каждой общины), призванных поддерживать закон и порядок, наладить доставку продовольствия и медикаментов и финансовое обращение.

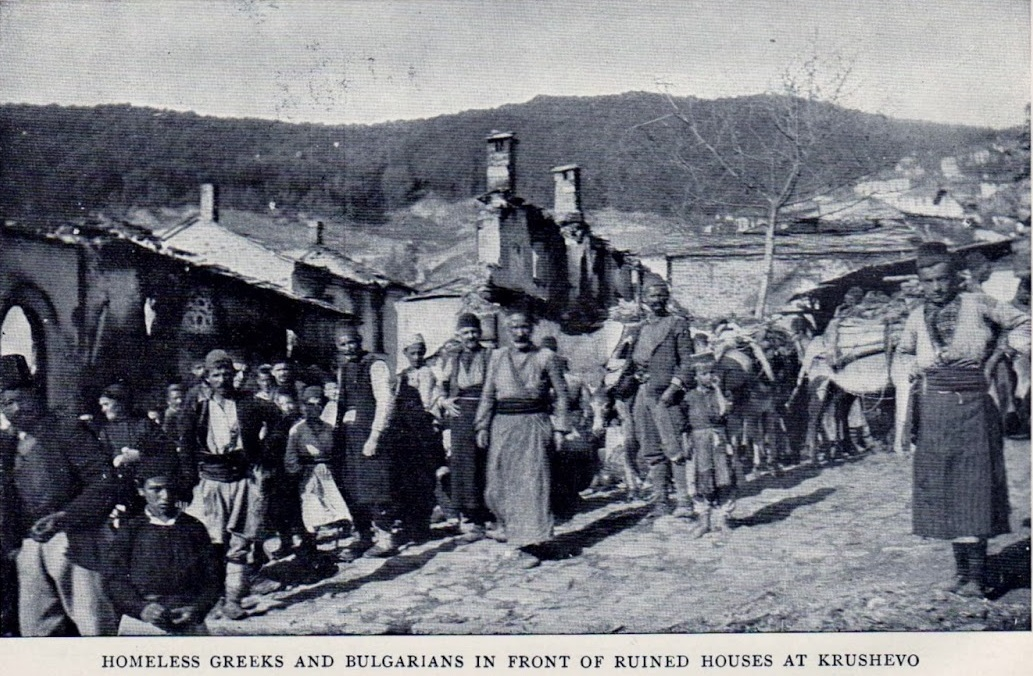
Бездомные жители Крушево перед развалинами города

Самый известный документ, изданный правительством Крушевской республики — Крушевский манифест. Написанный 6 августа, Манифест призывал всё население Македонии (включая албанцев и турок) переступить через этнические и религиозные различия и встать под знамёна борьбы с тиранией султана Абдул-Хамида II и власть имущих.
Однако уже 13 августа Османское правительство приняло чрезвычайные военные меры для его подавления. Повстанцы пытались защитить город от османских войск, идущих из Битолы, однако весь отряд и их предводитель погибли. После ожесточенных боёв османам удалось уничтожить Крушевскую республику, жестоко убивая повстанцев и местное население. В результате артиллерийского обстрела часть города была уничтожена пожаром. После разграбления города турецкими войсками и башибузуками османские власти распространили среди жителей Крушево информацию о том, что на самом деле убили жителей и разграбили город болгары.

## Память

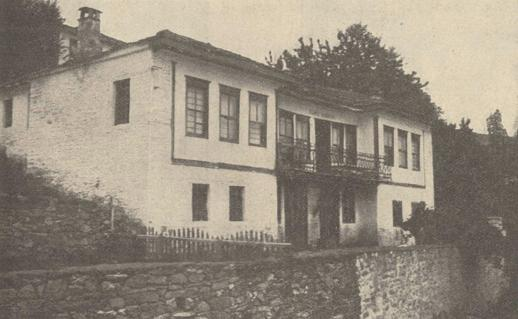
Дом семьи Томалевских, где в настоящее время расположен музей

«Музей Илинденского восстания» был основан в 1953 году к 50-летию Крушевской Республики. Он располагался в пустом доме семьи Томалевских, где была провозглашена Республика. В 1974 году на холме рядом с Крушево был сооружён огромный памятник, который ознаменовал подвиг революционеров. В этом районе находится ещё один памятник под названием «Мечкин камень».